# Katalin Paris
Katalin Paris ou Catherine Paris, née Katalin Elod le 21 mars 1932 à Budapest en Hongrie et morte le 18 octobre 1999 à Paris est une linguiste française d'origine hongroise. À l'époque une des meilleures spécialistes des langues du Caucase, ses travaux de linguistique sont récompensés de la médaille d'argent du CNRS.

## Biographie
Katalin Elod est née le 21 mars 1932 à Budapest. Elle se forme auprès de Georges Dumezil sur les langues du Caucase et en phonologie avec André Martinet. Elle est recrutée comme linguiste au CNRS en 1967, gravissant peu à peu les échelons jusqu'à devenir directrice de recherche,. Sa thèse d’État de 1984 porte sur le tcherkesse dont elle étudie la phonologie, la morpho-syntaxe et le vocabulaire. Katalin Paris est élue présidente de la Société de linguistique de Paris en 1988.

### Vie privée
Elle est mariée avec l’historien des mouvements sociaux Robert Paris.

## Travaux
Katalin Paris est une spécialiste des langues du Caucase, domaine très diversifié où son apport scientifique est alors d'importance. Ses recherches portent sur la grammaire structurale, la langue et les dialectes abzakh. Elle s'intéresse particulièrement à la structure linguistique, leur fonctionnement, leur évolution et les phénomènes de variations de la langue. 
Elle est l'autrice en 1990 et 1992, puis la co-autrice en 2000 et 2005 d’un dictionnaire bilingue abzakh (tcherkesse occidental)/français plusieurs fois réédité.

## Distinction
- Médaille d'argent du CNRS en 1985[8].

## Publications
Katalin Paris est l'autrice de plusieurs publications scientifiques dans le domaine de la linguistique ainsi que de recueils de textes du Caucase qu'elle choisit et traduit elle-même.

### Ouvrages
- Katalin Paris et Niaz Batouka, Dictionnaire abzakh (tcherkesse occidental) : dictionnaire abzakh-français suivi d'un lexique français-abzakh, Paris, 2005, 1162 p. (ISBN 978-9042915947)
- Katalin Paris, Dictionnaire abzakh II : tcherkesse occidental, vol. 2, Paris, 1990

- Katalin Paris, Dictionnaire abzakh II : tcherkesse occidental, vol. 3, 1992
- Catherine Paris, Système phonologique et phénomènes phonétiques dans le parler besney de Zennun Köyü, Tcherkesse oriental, 1974

### Recueil
- Katalin Paris, La Princesse Kahraman : contes d'Anatolie en dialecte chapsough (tcherkesse occidental), SELAF, 1974, 301 p.